# Timothy Beck
Timothy Beck (Assen, 2 januari 1977) is een Nederlandse sprinter uit Assen, die tevens actief is als bobsleeër. In beide disciplines vertegenwoordigde hij Nederland op de Olympische Spelen.
Beck werd vooral bekend door zijn bronzen medaille, die hij won samen met Caimin Douglas, Patrick van Balkom en Troy Douglas op het onderdeel 4 x 100 m estafette tijdens de wereldkampioenschappen van 2003 in Parijs.

## Biografie

### Winterspelen
Aanvankelijk leek Timothy Beck vanwege zijn explosiviteit vooral geschikt voor de 60 m indoor. Tijdens zijn juniorentijd won hij echter altijd zilveren en bronzen plakken, nooit gouden. Vandaar dat Beck zich na de Olympische Winterspelen van Nagano in 1998 door bobsleeër Arend Glas liet overhalen om zijn kracht en explosiviteit eens te komen uitproberen in de bobslee. Dat bleek zo'n succes, dat Timothy geleidelijk aan het accent verlegde van de atletiek naar het bobsleeën. Ten slotte koos hij volledig voor de wintersport.
Becks bobslee-aspiraties brachten hem in deze sport niet altijd datgene wat hij ervan had verwacht, maar ten slotte wist hij zich in 2002 als bobsleeër toch te kwalificeren voor de Olympische Winterspelen in Salt Lake City, waar hij samen met Arend Glas, Arnold van Calker en Marcel Welten als zeventiende finishte in de viermansbob.

### Teruggehaald naar de atletiek
Vervolgens werd Timothy Beck benaderd door atletiektrainer Peter Verlooy, die hem uitnodigde voor het 4 x 100 meterproject, gericht op de Olympische Spelen van Athene in 2004. Verlooy zag in Beck de ideale startloper voor zijn estafetteploeg. Timothy: "Ik was verbaasd en vereerd tegelijk, maar besloot te gaan." Beck sloot zich aan bij de Utrechtse atletiekvereniging Hellas en trainde sindsdien regelmatig met de estafetteploeg. Het werd een succes, niet alleen op de estafette, maar ook individueel. Beck werd voor de eerste keer Nederlands kampioen op zowel de 60 m indoor als de 100 m outdoor, gevolgd dus door die prima prestatie op de WK in Parijs.

### Zomerspelen
In 2004 zette die opgaande lijn zich voort en opnieuw behaalde Timothy Beck goud op de 60 m tijdens de NK indoor in Gent. Vervolgens werden ook de Olympische Spelen van Athene gehaald. Maar door een verkeerde wissel tussen de twee laatste lopers van de Nederlandse estafetteploeg, strandden de ambities van Timothy Beck, Troy Douglas, Patrick van Balkom en Caimin Douglas in de tweede serie.
In de jaren hierna zat Timothy Beck er wat de nationale sprinttop betreft steeds goed bij, zonder dat dit verder tot opvallende resultaten leidde. Toch wist opnieuw een 4 x 100 m estafetteteam met Timothy Beck in de startersrol van zich te doen spreken tijdens de Europese kampioenschappen in Göteborg in 2006. De ploeg, naast Beck bestaande uit Caimin Douglas, Guus Hoogmoed en Patrick van Luijk, haalde de finale en werd daarin met 39,64 achtste.

### Vechten voor plekje in estafetteteam
Beck, die kort ervoor was afgestudeerd is in de bedrijfseconomie en inmiddels een baan had voor drie dagen in de week, trainde daarna hard om opnieuw deel te kunnen uitmaken van de 4 x 100 m estafetteploeg, die zich wilde kwalificeren voor de WK in Osaka, eind augustus 2007. Twee plaatsen voor dit team stonden al vast; gezien hun prestaties waren Guus Hoogmoed en Caimin Douglas zekere deelnemers. Voor de overige twee plekken waren er vier gegadigden, onder wie Timothy Beck. Tijdens de Nederlandse kampioenschappen op 30 juni en 1 juli 2007 had hij moeten laten zien, dat hij de juiste man was voor een van die overgebleven plekken. Tot dan toe had Beck in 2007 nog niet harder gelopen dan 10,70. "Op het NK, eind juni, zal ik de tijd op de honderd meter van 10,70 aan flarden lopen." Het lukte desondanks niet om de vereiste prestatie te leveren en daarop werd Beck uiteindelijk gepasseerd voor een plaatsje in het estafetteteam.

### Nederlandse kampioenschappen atletiek
Outdoor
| onderdeel | jaar |
| --------- | ---- |
| 100 m     | 2003 |

Indoor
| onderdeel | jaar       |
| --------- | ---------- |
| 60 m      | 2003, 2004 |

## Persoonlijke records
Outdoor
| Onderdeel | Prestatie | Datum        | Plaats  |
| --------- | --------- | ------------ | ------- |
| 100 m     | 10,43 s   | 10 juli 2004 | Utrecht |
| 200 m     | 21,54 s   | 7 juni 2003  | Leiden  |

Indoor
| afstand | tijd   | jaar             | plaats    |
| ------- | ------ | ---------------- | --------- |
| 50 m    | 5,90 s | 24 januari 2004  | Zuidbroek |
| 60 m    | 6,71 s | 21 februari 2004 | Gent      |

## Prestatieontwikkeling
| Jaar | 100 m (sec.) |
| ---- | ------------ |
| 2001 | 10,64        |
| 2002 | 10,47        |
| 2003 | 10,44        |
| 2004 | 10,43        |
| 2005 | 10,61        |
| 2006 | 10,63        |
| 2007 | 10,63        |
| 2008 | 10,72        |

## Onderscheidingen
- Sportploeg van het jaar (4 × 100 m) - 2003